# Strongylogaster
Strongylogaster is een geslacht van  echte bladwespen (familie Tenthredinidae).

## Soorten
- S. cretensis Konow, 1887
- S. empriaeformis (Malaise, 1931)
- S. filicis (Klug, 1817)
- S. macula (Klug, 1817)
- S. mixta (Klug, 1817)
- S. multifasciata (Geoffroy, 1785)
- S. struthiopteridis (Malaise, 1931)
- S. xanthocera (Stephens, 1835)